# Thomas Charles Eastick
Sir Thomas Charles Eastick, avstralski general, * 3. maj 1900, † 16. december 1988.